# 狄金森学院
狄金森学院（英語：Dickinson College）位于美国宾夕法尼亚州卡莱尔，为美国私立文理学院。學院始建于1773年，是美国第16个大学。学院创始人是美国独立运动的《独立宣言》起草人本杰明·拉什，学校的命名是源自于他的一个好友，名叫“约翰·迪金森”，故而学校取名为“迪金森学院” 。
狄金森学院现有资金4亿美金，是美国最富有的小型学院之一。学院有2300名学生，来自全球各地。狄金森学院入学竞争激烈，学院每年收到6000 份申请，入学名额是600。录取学生的SAT平均分是2050。   学院的竞争学校包括Middlebury, Bates, Colby, Franklin and Marshall, Gettysburg, Bucknell 和 Lafayette。2014年度学院每年费用为59,664美金，是美国最贵的20所大学之一。

## 学校院系
迪金森学院主校园占地面积180英亩，分为文科和理科，共计41种专业，包括政治学，科学，以及13 种语言学习。
学院在学校附近拥有180 英亩的实验农场。

## 学校建筑
2012 年狄金森董事会通过了4500 万美金的校园扩建计划， 新建计划包括宿舍楼，科学中心，体育中心以及环境科学中心。
学院共有79 座建筑，包括宿舍区，学术区，以及休闲区。 
迪金森学院的学术区有11栋主要建筑，分别是：
- 奥斯大厅（Althouse Hall）[5]
- 波斯勒大厅（Bosler Hall）[6]
- 东方学院（East College）[7]
- 丹尼大厅（Denny Hall）[8]
- 荷兰工会大厦（Holland Union Building）[9]
- 克莱恩运动中心（Kline Athletic Center）[10]
- 科学综合楼（Rector Science Complex）[11]
- 斯特恩全球教育中心（Stern Center for Global Education）[12]
- 托米大厅（Tome Hall）[13]
- 维斯中心（Weiss Center）[14]

## 图库

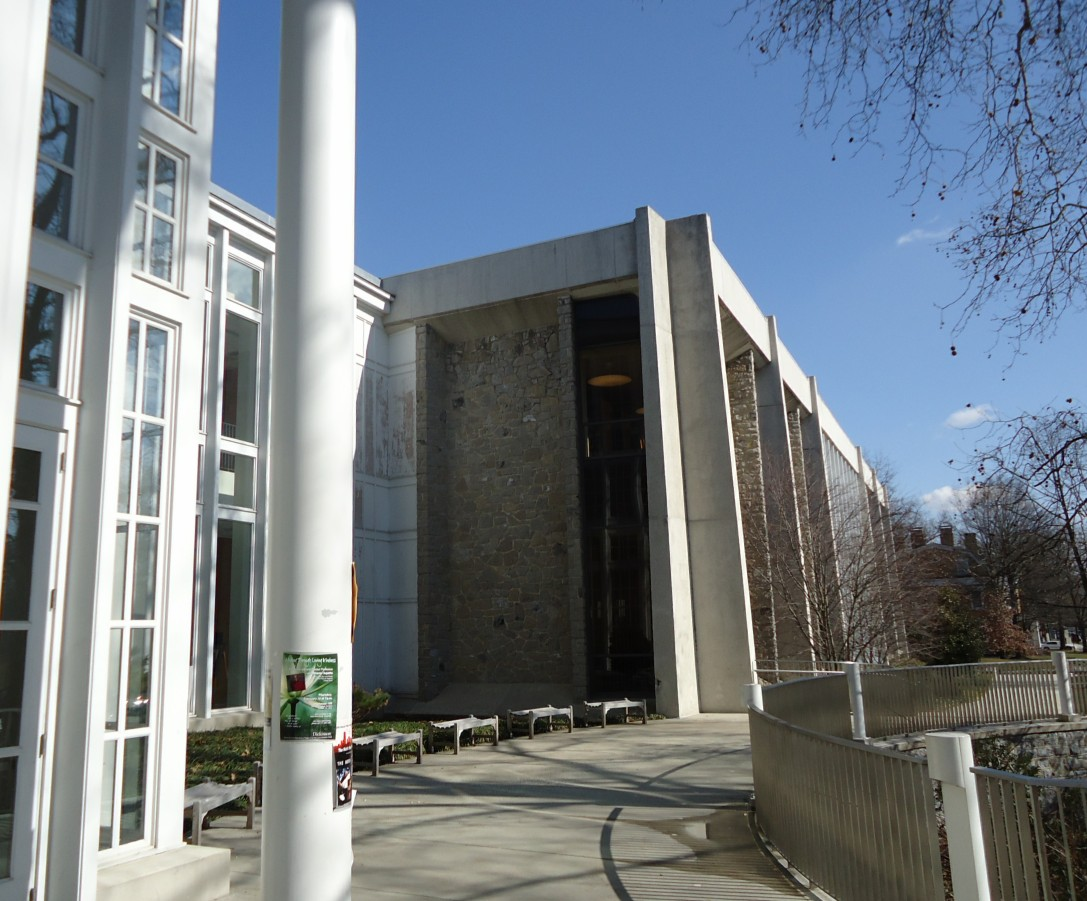
学校建筑
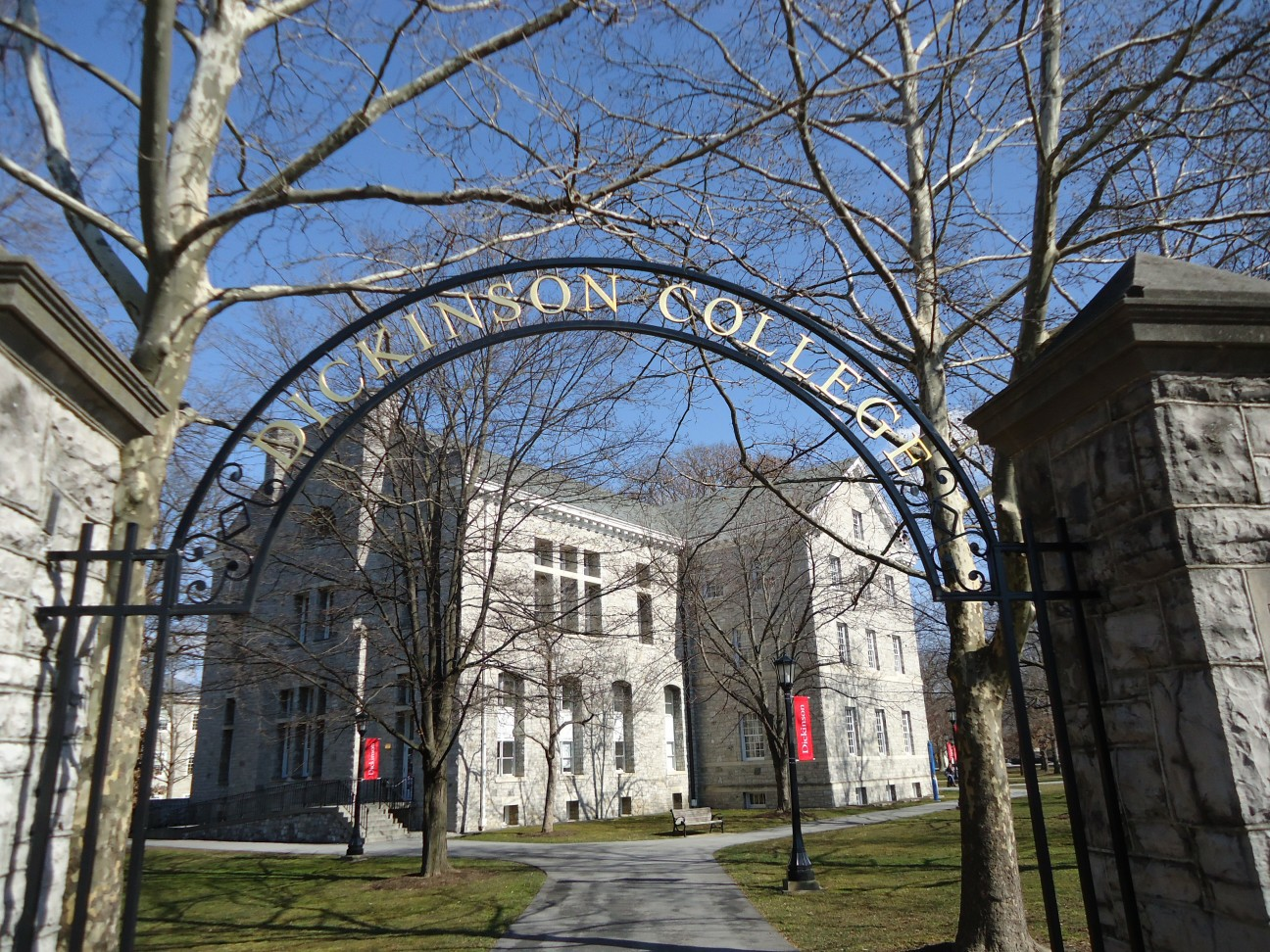
学校大门
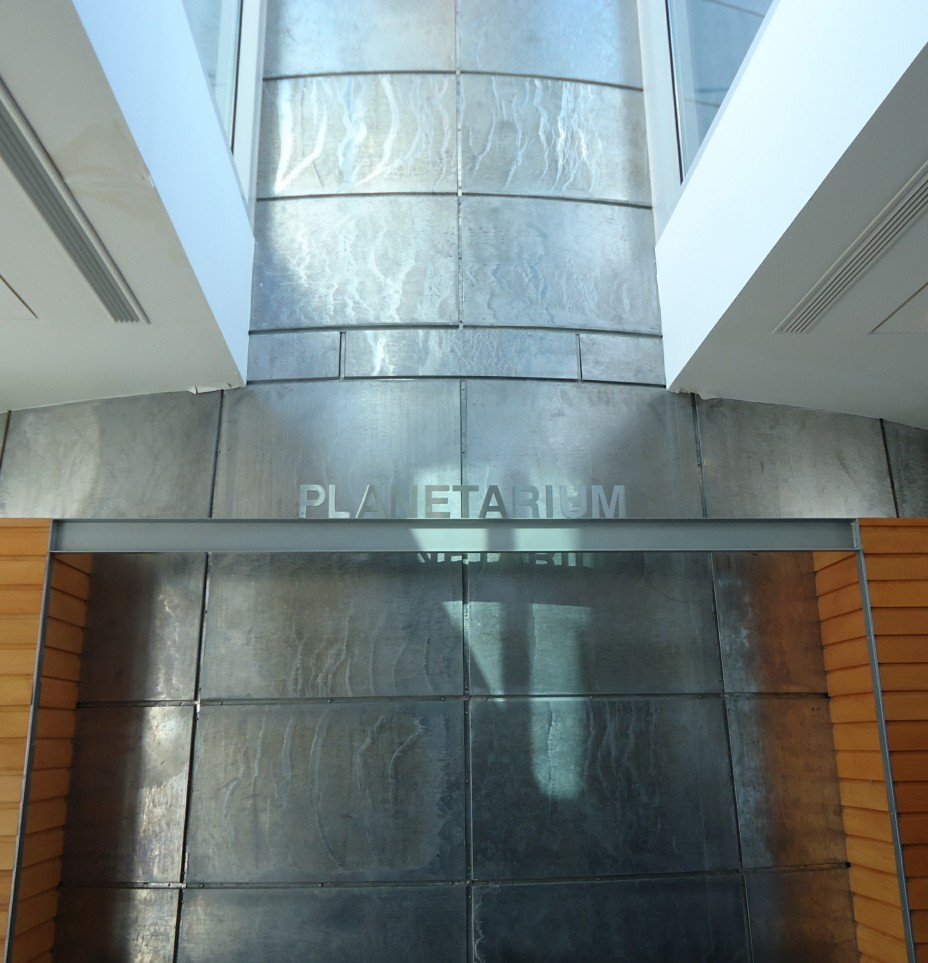
学校建筑
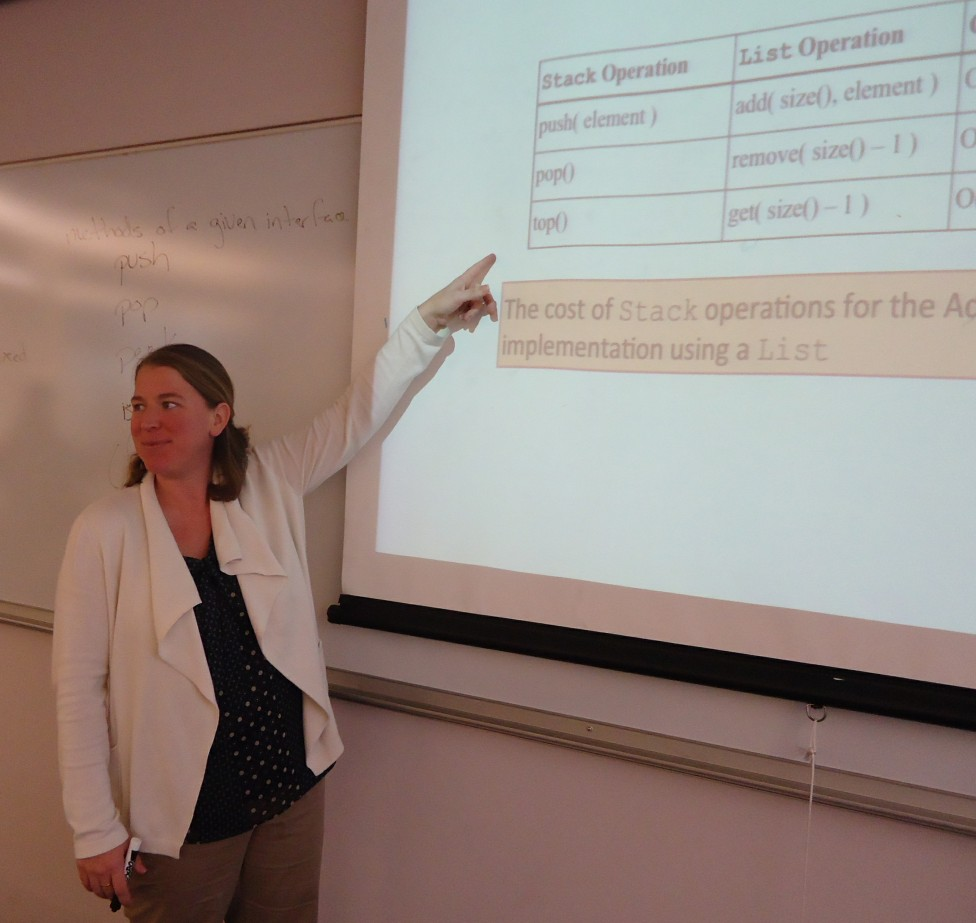
教师上课情景
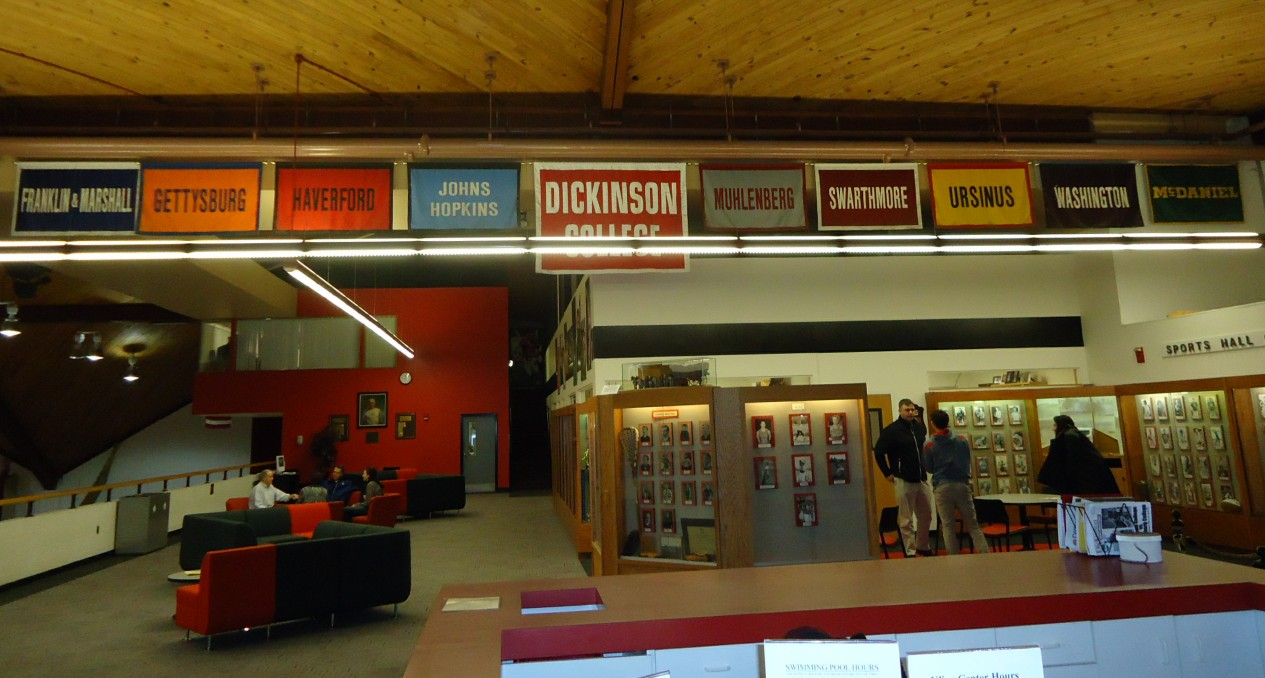
陈列室
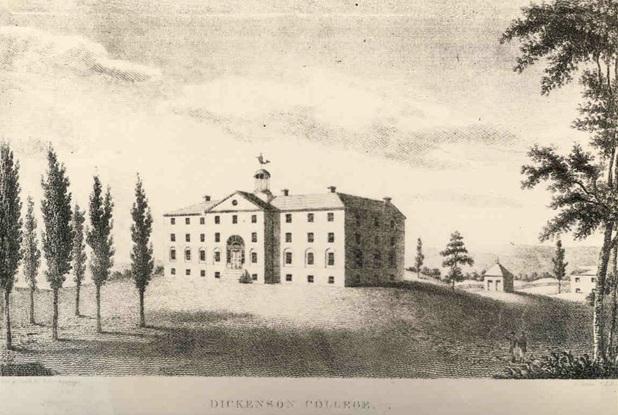
1810年老学校的图

## 知名校友
- 詹姆斯·布坎南（James Buchanan）美国第15任总统
- 查德·米尔金 (Chad Mirkin) 西北大学教授 美国文理科学院院士 美国国家科学院院士 美国国家工程院院士
- 法蘭西絲·康諾（Frances Conroy）美國知名女演員